# Fathi Bachagha
Fathi Bachagha (arabe : فتحي باشاغا), né le 20 août 1962 à Misrata, est un homme politique libyen. Il est ministre de l'Intérieur du gouvernement d'union nationale d'octobre 2018 à mars 2021 et un des hommes forts de ce gouvernement depuis le déclenchement de la deuxième guerre civile libyenne.

## Biographie

### Jeunesse et formation
Fathi Ali Abdul Salam Bachagha est né le 20 août 1962 dans la ville de Misrata et d'ascendance turque. En 1984, il sort diplômé de l'École d'aviation de Misrata.

### Carrière professionnelle
Pendant plusieurs années, il exerce comme pilote d'avions de chasse. En 1993, il quitte l'aviation militaire libyenne et monte une firme commerciale. À la suite de la révolte libyenne de 2011, Fathi Bashagha devient le directeur du département chargé de l’Information du Comité Judiciaire Suprême, une instance instaurée pour articuler le nouveau système national libyen.

### Parcours politique

#### Député
En 2014, Fathi Bachagha est élu député de Misrata à la Chambre des représentants,  . Dès 2015, Bachagha s’impose comme un acteur du dialogue politique des Nations unies dans la ville de Skhirat, au Maroc appelant notamment au retrait des brigades de Misrata permettant l’Accord politique libyen, signé en décembre 2015 par l’ensemble des parties. En 2016, il devient coordinateur des opérations militaires aériennes et au sol d’une coalition internationale combattant l'État islamique sur le territoire libyen.

#### Ministre de l'Intérieur
Le 7 octobre 2018, il est nommé ministre de l'Intérieur (en) au sein du gouvernement d’entente nationale, dirigé par Fayez el-Sarraj,. Pendant son passage à l'Intérieur, Fathi Bachagha se fait connaitre pour la réforme de l'appareil sécuritaire avec la mise au pas des groupes armés issus de la guerre de 2011 et la mise en place d’une nouvelle police conventionnelle,,. Il fait également de la lutte contre la corruption une priorité.
Il est également aux commandes de l’arrestation de plusieurs criminels : le co-auteur de l’attentat de Manchester de mai 2017, Hachem Al-Obeidi est capturé en 2019. Le trafiquant de migrants, Abd al-Rahman al-Milad, recherché par Interpol, est arrêté le 15 octobre 2020,,. Quant au principal suspect du meurtre de 30 migrants en mai 2020, il est arrêté le 1er mars 2021,.

#### Candidature au poste de Premier ministre
Lors des élections organisée par le Forum de dialogue politique libyen (LPDF) le 5 février 2021, Fathi Bachagha est placé favori, pour devenir Premier ministre de l’exécutif de transition libyen, sur un ticket avec Aguila Salah Issa comme président du Conseil présidentiel,. Mais sa liste n’obtient pas un nombre de voix suffisant, c'est Abdulhamid Dbeibeh qui est élu Premier ministre de transition et Mohammed el-Menfi comme président du Conseil présidentiel,
Le 21 février 2021, Fathi Bachagha est la cible d'une tentative d'assassinat,. La voiture du ministre est attaquée par trois tireurs faisant feu depuis un véhicule blindé. Grâce à la riposte de son escorte, le ministre sort indemne de la fusillade et deux des trois assaillants sont arrêtés tandis que le dernier, blessé, est transféré à l'hôpital. La tentative d'assassinat est notamment condamnée par les États-Unis, dont l'ambassadeur en Libye, Richard Norland, fait savoir via un communiqué son « indignation » face à la fusillade et son « soutien complet » au ministre Bachagha,,.

#### Candidature à l'élection présidentielle avortée de 2021
En mars 2021, il quitte le ministère de l'Intérieur et se porte candidat à l'élection présidentielle prévue à la fin de l'année.

#### Premier ministre
Candidat au poste de Premier ministre, il est élu le 10 février 2022 par le Parlement. Abdel Hamid Dbeibah, qui occupe alors la fonction, refuse cependant de quitter le pouvoir, estimant que son mandat court jusqu'en juin 2022 et qu'il ne transférera le pouvoir qu'à un exécutif élu. Bachagha reçoit le soutien de l'Armée nationale libyenne de Khalifa Haftar tandis que Dbeibah demeure reconnu par l'ONU.
Disposant de deux semaines pour former son gouvernement, il obtient la confiance de la Chambre des représentants le 1er mars mais Dbeibah refuse de lui céder le pouvoir, estimant que le quorum n'a pas été atteint et que des fraudes ont eu lieu. Il prête serment le 3 mars, mais deux ministres sont absents, celui de la Culture et celui des Affaires étrangères, qui ont été enlevés.
Le 17 mai 2022, il tente un coup de force en entrant dans la capitale. De nouveaux affrontements éclatent alors entre milices rivales et après plusieurs heures d'échange de tirs, Bachagha annonce avoir « quitté Tripoli pour préserver la sécurité (...) des citoyens ». Il se replie alors sur Syrte.
Le 16 mai 2023, Fathi Bachagha est suspendu et remplacé par Oussama Hammad à la tête du gouvernement soutenu par la Chambre des représentants. Le 13 août 2024, après avoir déclaré que le mandat de Dbeibah a pris fin, la Chambre des représentants déclare Hammad comme le seul Premier ministre légitime.

### Liens avec les Frères musulmans
Fathi Bachagha, comme ministre de l'Intérieur du gouvernement d'union nationale où les Frères musulmans sont dominants, exerce une forte influence sur les milices à tendance islamiste, membres de la coalition Libyan Shield.

### Vie privée
Fathi Bachagha réside dans la ville de Janzour, à une dizaine de kilomètres de la capitale Tripoli.